# The Contender
The Contender (Brasil: A Conspiração / Portugal: O Jogo do Poder) é um filme sobre política lançado em 2000, de gênero suspense protagonizado por Gary Oldman, Joan Allen, Jeff Bridges e Christian Slater. É dirigido por Rod Lurie e se concentra em um fictício presidente dos Estados Unidos (interpretado por Bridges) e os eventos que cercam a nomeação de um novo vice-presidente (Allen).

## Sinopse
Quando o vice-presidente dos Estados Unidos morre repentinamente, a senadora Laine Hanson (Joan Allen) é escolhida pelo Presidente Jackson Evans (Jeff Bridges) para ocupar seu lugar. Criticada pelas oposições de ambos os partidos americanos, Hanson precisa provar que tem força política o bastante para assumir as responsabilidades do cargo que está assumindo. Porém, durante o processo de confirmação de seu nome como vice-presidente, o congressista Shelly Runyon (Gary Oldman) desenterra antigas informações sobre a vida pessoal de Hanson, criando um escândalo que pode enterrar de uma vez por todas a carreira política da senadora.

## Elenco
- Gary Oldman como Rep. Sheldon Runyon (R-IL). Runyon é um republicano conservador que lidera o ataque contra o candidato, ou seja, por vazamento de rumores na internet, supervisionando as acusações de prostituição, e desafiando posição liberal do candidato sobre o aborto. Ele é o presidente do Comitê Judiciário da Câmara que supervisiona a confirmação da senadora Hanson.
- Joan Allen como Sen. Laine Billings Hanson (D-OH). A candidata a vice-presidente. Ela é uma republicana que virou democrata que guarda ferozmente sua privacidade. Coincidentemente, Joan Allen teve um de seus primeiros trabalhos como atriz trabalhando para o produtor Douglas Urbanski em Chicago no final dos anos 1970.
- Jeff Bridges como Presidente Jackson Evans. No comentário do DVD, Lurie, explicou que o presidente não tem uma personalidade conflituosa, mas depende de seu charme para alcançar seus objetivos. A primeira escolha de Lurie era Paul Newman. Urbanski se opôs a essa ideia e sugeriu Bridges de vez.
- Christian Slater como Rep. Reginald Webster (D-DE). Um jovem democrata que alia-se com Runyon para derrotar o candidato, colocando-o em conflito com o presidente.
- Sam Elliott como Secretário de Estado Kermit Newman. Da vigilância democrática e assessor mais confiável do presidente Evans. Supervisiona a confirmação da senadora Hanson para a vice-presidência.
- William Petersen como Governador Jack Hathaway (D-VA). Um popular democrata e herdeiro aparente do presidente. Ele tem boas relações com Runyon e é preferência de Runyon para a Vice-Presidência. Hathaway é também motivado por sua esposa decididamente ambiciosa.
- Saul Rubinek como Jerry Toliver. O secretário de imprensa do presidente Evans.
- Philip Baker Hall como Oscar Billings. Pai de Laine Hanson e ex-governador republicano de Ohio.
- Mike Binder como Lewis Hollis. Advogado de Laine Hanson.
- Robin Thomas como William Hanson. Marido de Laine Billings Hanson e gerente de campanha. Anteriormente, ele foi casado e teve um caso com Laine enquanto fazia campanha para o senador.
- Kathryn Morris como Agente Especial Paige Willomina. Um agente do FBI inteligente que recolhe informações que levam à revelação de responsabilidade do Governador Hathaway na morte da vítima de acidente automobilístico, para a surpresa de muitos.

## Recepção
The Contender recebeu críticas positivas: Das 127 opiniões coletadas em publicações do Rotten Tomatoes, calculou uma média de 76% de aprovação. Roger Ebert deu ao filme quatro estrelas de quatro, chamando-o de "um daqueles raros filmes em que você sai do cinema tendo sido surpreendido e se divertir, e depois começam a discutir. "Apesar de a classificação do filme ser R e o apelo limitado de seu enredo, foi um sucesso modesto nas bilheterias, arrecadando mais de $5 milhões durante seu primeiro fim de semana onde seu rendimento interno foi de $17,872,72. O filme arrecadou $22,361,811 em todo o mundo.
Foi indicado ao Oscar nas categorias de melhor atriz (Joan Allen) e melhor ator coadjuvante (Jeff Bridges).
O presidente Barack Obama citou o presidente Evans como seu presidente favorito de ficção em uma entrevista durante a campanha presidencial de 2008.

## Controvérsias
O filme também tem sido objeto de polêmica, que gira em torno do fato de que o presidente e senador Hanson, os protagonistas principais, são ambos democratas, eo antagonista principal é o republicano Runyon. Em outubro de 2000 numa edição da revista Premiere, Oldman supostamente alegou que os cortes de edição foram feitos devido a tendências democratas do estúdio. Oldman e o produtor do filme, Urbanski, acusou o estúdio DreamWorks e o diretor Rod Lurie de editar o filme original com mais tendência democrata, principalmente, fazendo o personagem Runyon menos simpático do que estava previsto inicialmente.[carece de fontes?]
No entanto, Oldman afirmou em outras entrevistas que suas críticas foram dirigidas apenas a Lurie e que a citação foi "tipo bastardizada" quando revista em fontes da Internet. Ele passou a reclamar que seu problema com o filme foi quando seu personagem tornou-se progressivamente menos "ambíguo", como a edição continuou, citando especificamente a música como um problema em transformar o filme num texto sobre "os bons e os maus". Roger Ebert afirmou que nunca denunciou Oldman pela mudança no filme, e citou Urbanski, dizendo que Oldman é "a pessoa menos política, eu sei" (contra meios chamando-o de "conservador" por seus comentários) e tomando crédito para produzir o filme independente da DreamWorks, que eventualmente adotaram.